# اچ‌ام‌اس آژاکس (۱۷۹۸)
اچ‌ام‌اس آژاکس (۱۷۹۸) (به انگلیسی: HMS Ajax (1798)) یک کشتی بود که طول آن ۱۸۲ فوت ۵ اینچ (۵۵٫۶۰ متر) بود. این کشتی در سال ۱۷۹۸ ساخته شد.